# Xi1 Lupi
Xi1 Lupi (138 Lupi) é uma estrela na direção da constelação de Lupus. Possui uma ascensão reta de 15h 56m 53.48s e uma declinação de −33° 57′ 57.7″. Sua magnitude aparente é igual a 5.14. Considerando sua distância de 199 anos-luz em relação à Terra, sua magnitude absoluta é igual a 1.21. Pertence à classe espectral A3V.